# 下志津陸軍飛行学校
下志津陸軍飛行学校（しもしづりくぐんひこうがっこう）は、日本陸軍の軍学校のひとつ。主として空中偵察に関する各種の教育と研究を行った。1921年（大正10年）4月、陸軍航空学校下志津分校として開設され、1924年（大正13年）5月、下志津陸軍飛行学校として独立した。学校本部および本校は千葉県都村（現在の千葉市若葉区若松町）に置かれ、ほかに同県の海上郡（同銚子市）および八街町（同八街市）、広島県広島市に分教場、分教所があった。
1944年（昭和19年）6月、下志津陸軍飛行学校は下志津教導飛行師団に改編され、さらに下志津教導飛行師団は1945年（昭和20年）7月に改編され教導飛行師団第5教導飛行隊となったのち、同年8月太平洋戦争（大東亜戦争）の終戦により解散した。ここでは下志津教導飛行師団等についても述べる。

## 沿革

### 陸軍航空草創期
日本陸軍が飛行機操縦者の体系的な教育を国内で開始したのは1912年（明治45年）7月のことである。各兵科から志願のうえ選抜された「操縦術修業者」を当時唯一の航空関係部隊である気球隊に分遣する形式をとり、埼玉県入間郡所沢町の飛行試験場（後の所沢陸軍飛行場）で教育した。また、当時飛行機の軍事用途の第一義は偵察であり、飛行機に同乗する「空中偵察術修業者」の教育も行われた。1915年（大正4年）12月、常設部隊として所沢に航空大隊が創設されると、以後の操縦術修業者および空中偵察術修業者は、航空大隊または気球隊に分遣され、教育を受けることとなった。

### 臨時航空術練習偵察観測班
1918年（大正7年）7月、それまで日本に飛行機および関連器材を輸出していたフランス政府は、同国軍人によって飛行機製作とその使用に関する指導を日本で行う提案をした。日本陸軍首脳部はこれを歓迎し、フランス側の費用負担による航空教育軍事使節団（以下、「フランス航空団」と記述）派遣が決定した。同年12月、陸軍省はフランス航空団の指導の能率化を図るため臨時航空術練習委員を組織し、これを操縦班、射撃班、機体製作班、発動機製作班など8班に分け、準備に当たった  。

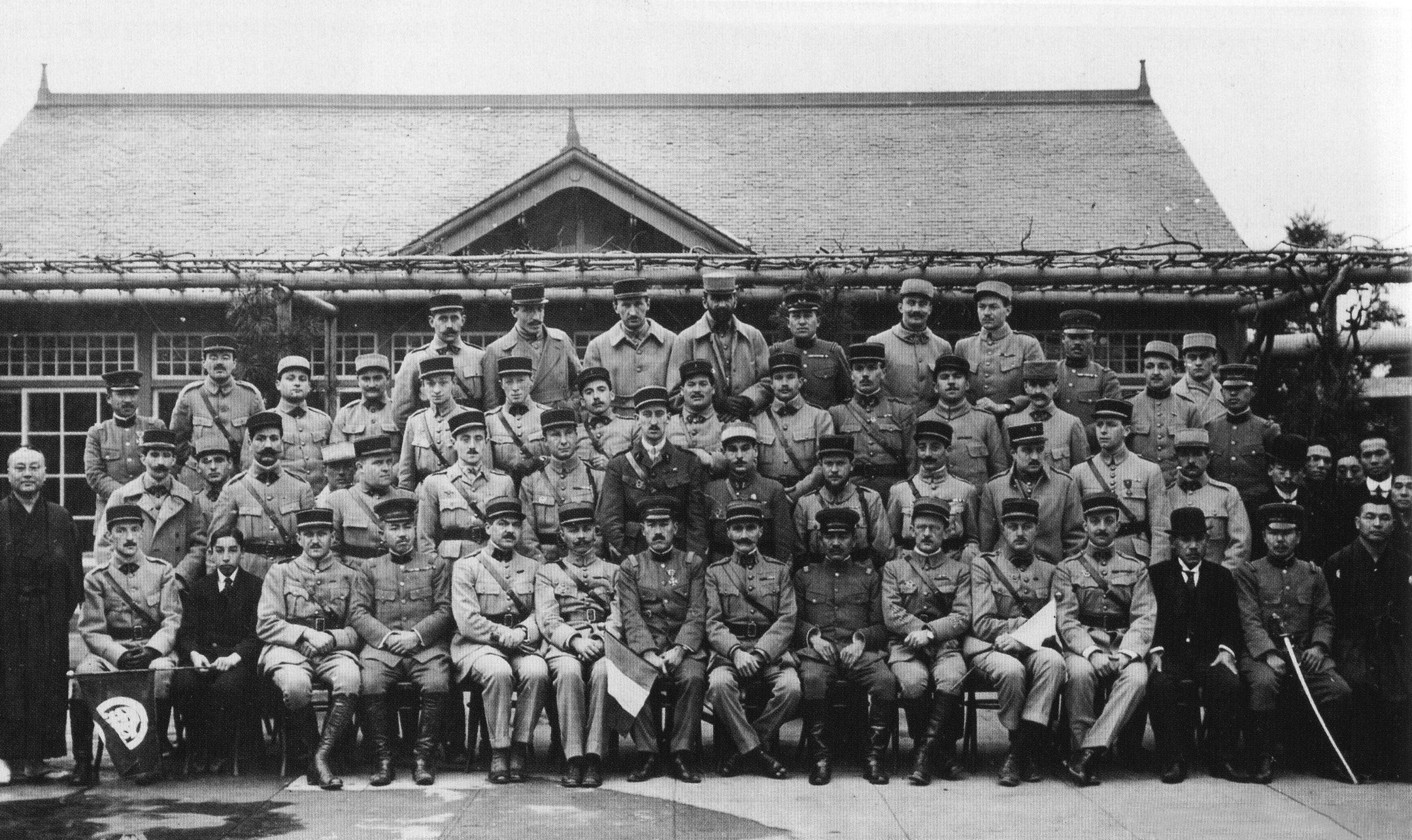
フォール大佐とフランス航空団

1919年（大正8年）1月、ジャック＝ポール・フォール大佐を団長とするフランス航空団57名が来日した。当初、教育指導は所沢陸軍飛行場と岐阜県稲葉郡の各務原陸軍演習場でその大部分を行う予定であったが 、フランス航空団の助言を取り入れ、個々の練習に適した場所があらためて選定された。臨時航空術練習委員のうち空中偵察、射撃観測、無線通信、空中写真などを教育する偵察観測班は砲兵との連携が重視されるため、千葉県印旛郡の陸軍野戦砲兵射撃学校とその近隣にある下志津陸軍演習場を利用して同年3月より教育指導を行った    。

### 陸軍航空学校下志津分校
臨時航空術練習委員およびフランス航空団の教育指導と並行して1919年（大正8年）4月、陸軍航空の現業軍政と専門教育を統轄する陸軍航空部が設立された。また同時に所沢に陸軍航空学校が置かれた。陸軍航空学校条例（軍令陸第8号）により同校の学生は甲種、乙種、丙種にわけられ、そのうち乙種学生は偵察、観測写真、通信等の修習をする各兵科尉官であった。フランス航空団の帰国後も陸軍航空部は教育実施の立地を重視し、また所沢陸軍飛行場は広さが十分ではないことから翌1920年（大正9年）にも下志津で空中偵察、空中写真、射撃観測、無線通信の教育を行った。この当時より同地に置かれた施設は陸軍航空学校の「分校」と呼ばれていたことが確認できる。ただし、この「分校」は暫定的かつ非公式なものであり、陸軍省ではあらためて分校設置への準備を進めた。
1921年（大正10年）3月、陸軍航空学校条例改正（軍令陸第1号）の施行により正式に分校の設置が可能となり、同年4月、千葉県印旛郡千代田村（現在の四街道市中央部）に陸軍航空学校下志津分校が設置された。分校では条例改正で新たに規定された偵察学生、および特種学生の教育が行われた。
設置当初、分校は印旛郡の仮校舎で運用されていたが、用地を取得し新校舎を建築したのち1923年（大正12年）1月、近隣の千葉郡都村（現在の千葉市若葉区北西部）に移転した。

### 下志津陸軍飛行学校

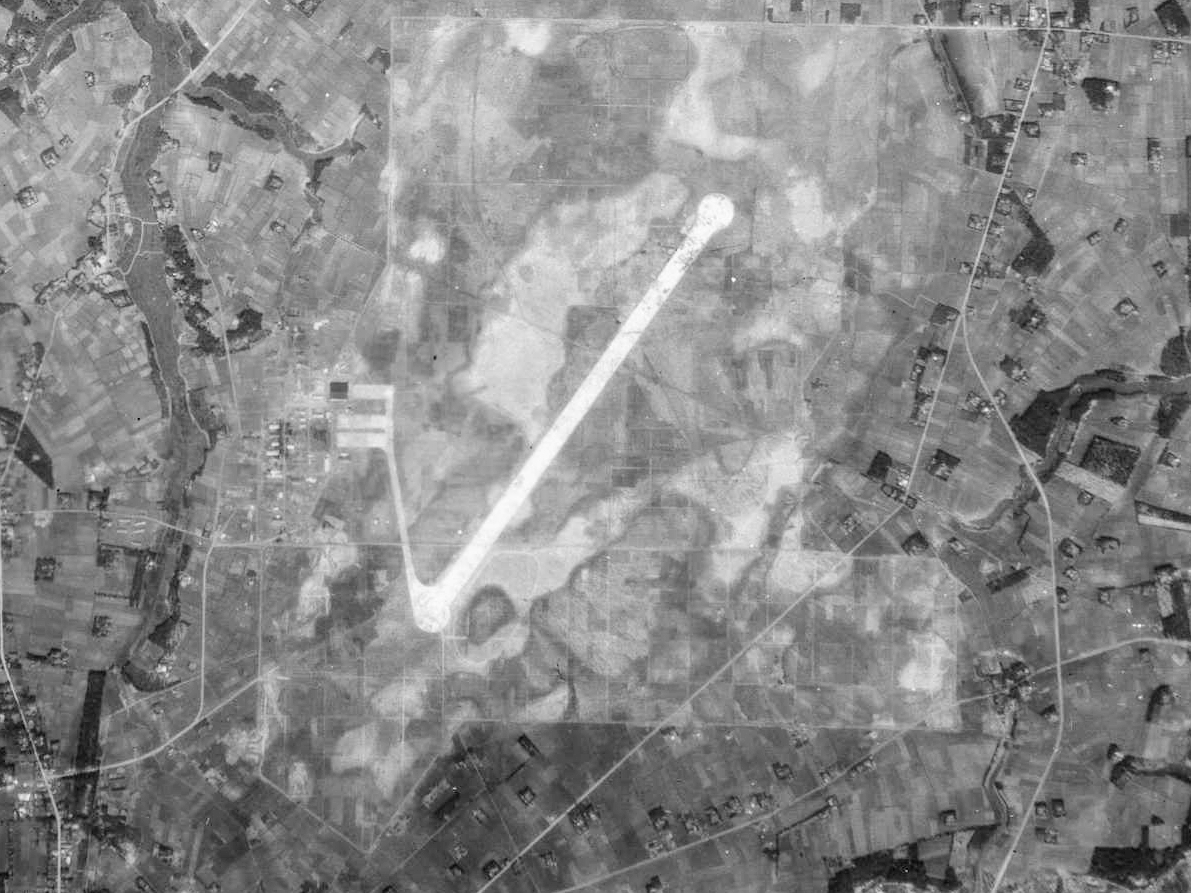
下志津陸軍飛行学校跡（1947年）
通称「八街飛行場」

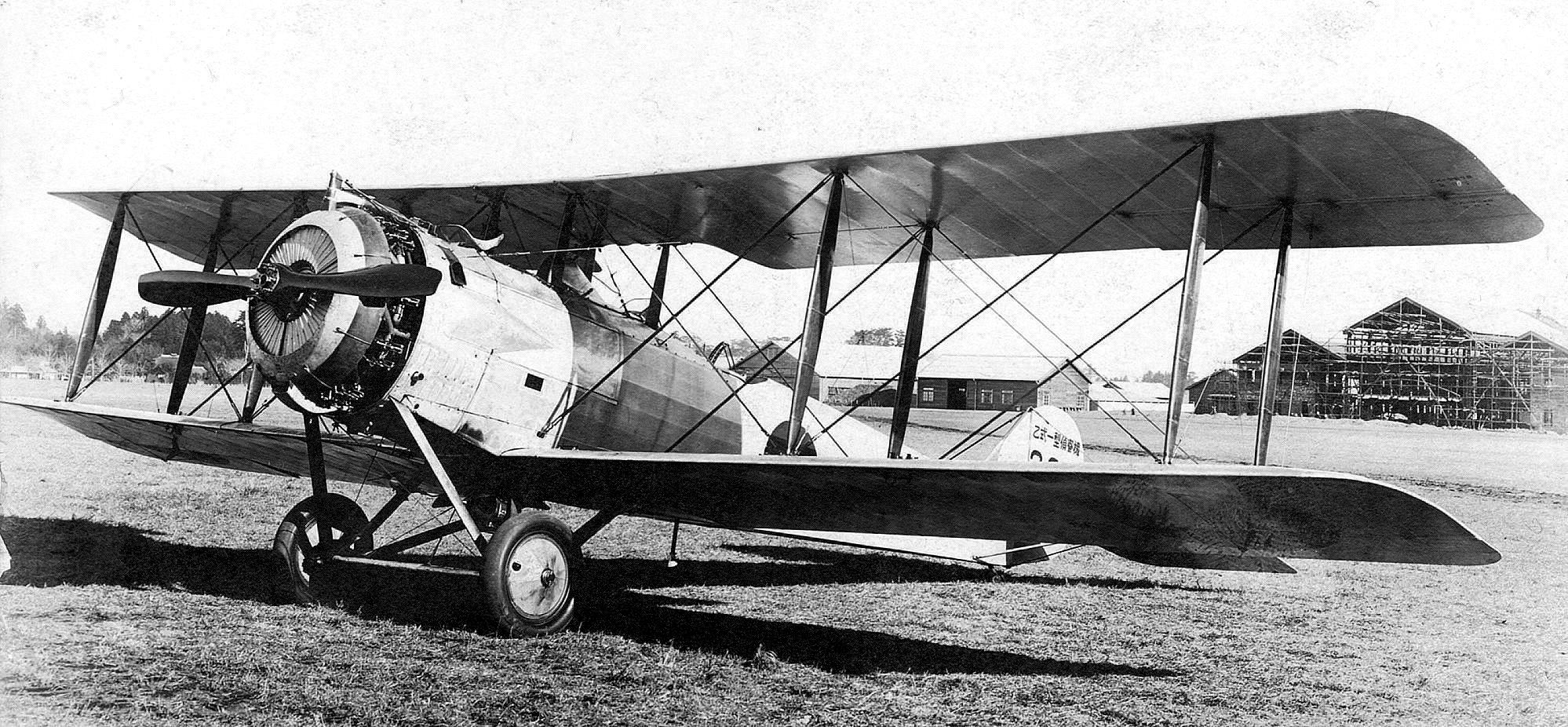
大正から昭和初期まで使用された乙式一型偵察機

下志津分校は地理的な条件から砲兵との連携が容易であり、射撃観測などに関して所沢より教育と研究に適している利点があった。その反面、本校の校長が遠く離れた分校を指揮監督する不便と、陸軍航空部と分校間の諸系統業務もすべて編制に従い本校を経由しなければならない煩雑さがあった。こうした事情により陸軍航空部は分校を独立させ直接管理下に置くことを決定した。
1924年（大正13年）5月、従来の陸軍航空学校条例は廃止され、陸軍飛行学校令（軍令陸第6号）が制定された。これによって学校令第1条により「学生ニ航空ニ関スル諸般ノ学術ヲ修得セシメ（中略）且航空ニ関スル兵器器材ノ研究試験ヲ行フ所」と定められた陸軍飛行学校は所沢、下志津、明野（三重県度会郡）の3校となり、陸軍航空学校下志津分校は下志津陸軍飛行学校として陸軍航空部直轄の独立した学校に再編されたのである。前述の学校令第3条により下志津陸軍飛行は戦術、偵察、偵察操縦、通信、および写真等に関する諸学術の教育と調査および研究を行い、ならびにこれらに関する器材の調査、研究および試験も担当することが定められた。学校の編制は陸軍航空部本部長に隷属する校長のもと、本部、教育部と学生のみであった。
下志津陸軍飛行学校に入校する被教育者の分類および諸条件は次のとおり定められた（1924年5月時点）。
- 偵察学生

偵察に関する学術を修習する者。各兵科の尉官。
修学期間等は陸軍大臣が定める。1924年陸達第17号では修学期間は4か月から5か月。通常毎年2回入校。
- 戦術学生

戦術を修習する者。各兵科の大尉または中尉。
修学期間等は陸軍大臣が定める。1924年陸達第17号では修学期間は3か月から6か月。通常毎年2回入校。
- 特種学生

偵察操縦、写真、通信等に関する学術を修習する者。各兵科の尉官、准士官、下士官。
修学期間等は陸軍大臣が定める。1924年陸達第17号では修学期間は1か月から6か月。通常毎年1回入校。
- その他

臨時に各兵科佐官以下を召集し、必要な教育を行うことも可（学校令第5条）。
1925年（大正14年）5月、独立した兵科として航空兵科が誕生し、陸軍航空部は陸軍航空本部に昇格した。同時に陸軍飛行学校令も改正された（軍令陸第7号）。下志津陸軍飛行学校校長は新たに陸軍航空本部長に隷属することとなり、編制は本部、教育部、研究部、材料廠、教導隊および学生となった。
- 偵察学生

偵察に関する学術を修習する者。各兵科（憲兵科を除く）尉官。
修学期間等は陸軍大臣が定める。1924年陸達第17号では修学期間は4か月から5か月。通常毎年2回入校。
- 戦術学生

戦術を修習する者。航空兵科大尉または中尉。
修学期間等は陸軍大臣が定める。1924年陸達第17号では修学期間は3か月から6か月。通常毎年2回入校。
- 特種学生

偵察操縦、空中写真、通信、または火器の取扱い等に関する学術を修習する者。航空兵科尉官、同准士官および下士官。
修学期間等は陸軍大臣が定める。1924年陸達第17号では修学期間は1か月から6か月。通常毎年1回入校。
- その他

臨時に各兵科（憲兵科を除く）将校以下を召集し、必要な教育を行うことも可（学校令第5条）。
1933年（昭和8年）5月、陸軍飛行学校令が改正され（軍令第10号）同年8月施行された。この改正により、下志津陸軍飛行学校の任務には従来の偵察、偵察操縦、戦術、通信、写真のほか、航空航法に関する諸学術の教育と調査および研究と兵器、器材の調査、研究および試験が加わった。これにともない特種学生は通信、写真、航法等に関する学術を修習する航空兵科尉官、同准士官および下士官と条件が改められた。学校の編制は校長のほか新たに幹事を置き、本部、教育部、研究部、材料廠、教導隊、および学生であった。
1935年（昭和10年）8月、下志津陸軍飛行学校令（軍令陸第11号）が施行された。同令の第1条で下志津陸軍飛行学校は偵察飛行隊に必要な諸学術を教育し、かつ必要な兵器と器材の研究および試験を行う所と定められた。また被教育者には従来の将校、准士官および下士官からなる学生のほかに下士官候補者が加わった。担任する教育と研究および試験内容は偵察、偵察操縦、戦術、戦技、通信、写真等となり、航法に関しては所沢陸軍飛行学校に移管された。
下志津陸軍飛行学校令により、同校の被教育者は次のとおり定められた（1935年8月時点）。
- 甲種学生

主として戦術および偵察に関する学術を修習する者。航空兵科尉官。
必要に応じ、他兵科（憲兵科を除く）尉官を甲種学生とすることも可（学校令第2条）。
修学期間は約6か月。毎年1回入校。
- 乙種学生

主として偵察操縦に必要な学術を修習する者。新たに飛行機操縦を修得した航空兵科尉官。
必要に応じ、他兵科（憲兵科を除く）尉官を乙種学生とすることも可（学校令第2条）。
修学期間は約3か月。毎年1回入校。
- 偵察学生

偵察に関する学術を修習する者。各兵科（憲兵科を除く）尉官。
修学期間は約5か月。毎年1回入校。
- 特種学生

通信、写真等に関する学術を修習する者。航空兵科の尉官および下士官。
必要に応じ、他兵科（憲兵科を除く）尉官を特種学生とすることも可（学校令第2条）。
修学期間は通信は尉官約1年、下士官約6か月。写真は尉官約5か月、下士官約3か月。
尉官と下士官を1年おきに1回入校。
- 操縦下士官候補者

主として偵察操縦に必要な学術を修習する者。各隊より分遣された航空兵科下士官候補者。
修学期間は約3か月。毎年1回入校。
- 戦技下士官候補者

主として空中勤務に必要な基礎学術を修習する者。各隊より分遣された航空兵科下士官候補者。
修学期間は約6か月。毎年1回入校。
- 通信下士官候補者

主として無線通信に必要な学術を修習する者。各隊より分遣された航空兵科下士官候補者。
修学期間は約1年。毎年1回入校。
- その他

臨時に各兵科（憲兵科を除く）将校以下を召集し、必要な教育を行うことも可（学校令第4条）。
1936年（昭和11年）、同県海上郡高神村（1937年2月、銚子市に編入）に分飛行場を建設し、下志津陸軍飛行学校銚子分教場が設置された。銚子分教場では航空通信に従事する幹部候補生の教育も行われた。1937年（昭和12年）2月、下志津陸軍飛行学校が置かれている千葉県千葉郡都村が千葉市に併合されたことにともない、同校の所在地名は千葉市川野辺となった。

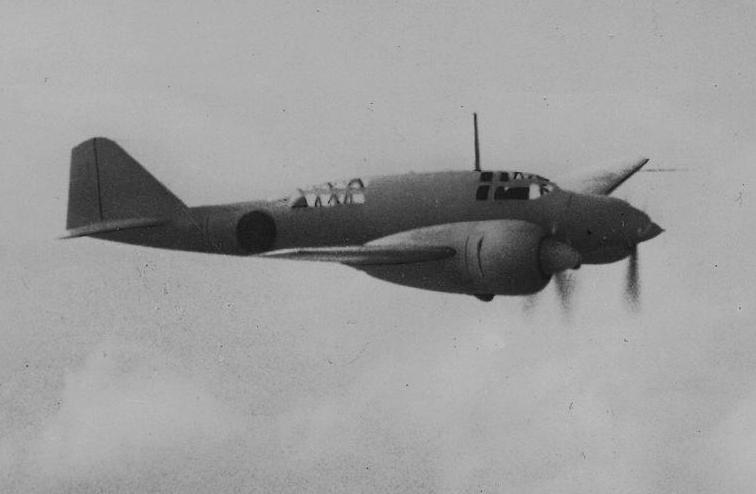
下志津陸軍飛行学校保有の一〇〇式司令部偵察機二型

1938年（昭和13年）7月、下志津陸軍飛行学校令改正（軍令陸第11号）が施行された。この改正で同校の被教育者から特種学生のうち通信に関する教育を受ける者と、下士官候補者全部が除外された。また同時に航空関係の通信および火器に関する教育、調査、研究、試験を行うことを主目的とした水戸陸軍飛行学校が新設された。これにともない従来行われてきた通信関係の教育、および幹部候補生の教育は水戸陸軍飛行学校に移管された。水戸陸軍飛行学校は設立当初、下志津陸軍飛行学校内に置かれたが、翌1939年（昭和14年）3月、茨城県那珂郡前渡村（現在のひたちなか市）に移転した。
1938年（昭和13年）12月、天皇に直隷し航空兵科専門の教育を統轄する陸軍航空総監部が設立され、下志津陸軍飛行学校はそれまでの航空本部長から航空総監隷下の学校となった。1941年（昭和16年）3月、同県印旛郡八街町（現在の八街市）に飛行場を建設し、下志津陸軍飛行学校八街分教所が置かれた。分教所はほかに1944年（昭和19年）3月時点で広島県広島市吉島にも置かれていたことが確認できる。
1943年（昭和18年）10月、下志津陸軍飛行学校令改正（軍令陸第7号）により、すでに通信関係の教育が行われなくなっていた特種学生は写真学生に名称を改められた。

### 下志津教導飛行師団
太平洋戦争（大東亜戦争）の戦況が悪化した1944年（昭和19年）3月、参謀本部では連合軍機の本土襲来に備えて、教官、助教など練度の高い要員を多く有する教育機関など（陸軍航空審査部を含む）を随時防空戦闘体制に移行させる「東二号作戦」が起案された。陸軍の学校、官衙の初めての戦力化であり、士気高揚策でもあった。これにもとづき臨時に防空任務につく諸部隊の総称が「東二号部隊」であり、参謀総長により配置が指示された。下志津陸軍飛行学校は同校が保有する一〇〇式司令部偵察機のうち10機を用い、第10飛行師団指揮下の東二号部隊として哨戒行動を実施する下志津司偵隊を編成した。
さらに同年6月、陸軍中央部は飛行学校5校と1分校、および航空整備学校1校を完全に軍隊化し、航空総監隷下で教育と作戦行動を常時並行して行わせることとした。下志津教導飛行師団等臨時編成要領（軍令陸乙第29号）により下志津陸軍飛行学校は閉鎖され、下志津教導飛行師団に改編された。
下志津教導飛行師団の編制は師団司令部、4個教導飛行隊、1個教導整備隊、通信隊、教育隊と学生であり、下志津、銚子、八街、広島の各陸軍飛行場に分散展開した。下志津教導飛行師団の被教育者は、編制表により大尉を対象とする甲種学生、尉官対象の乙種学生、偵察学生、写真学生と、准士官および下士官からなる少尉候補者の己種学生（きしゅがくせい）とされた。同年8月、航空総監部の兼勤による教導航空軍司令部が編成され、各教導飛行師団を指揮した。
下志津教導飛行師団は一部を前述の東二号部隊として継続しつつ、捷号作戦にも参加し、太平洋上の哨戒、マリアナ諸島（サイパン、テニアンほか）偵察および攻撃などを実施した。同年11月、フィリピンの戦いで陸軍特別攻撃隊による体当たり攻撃が行われるようになると、「八紘特別攻撃隊」全12隊からは第6隊（石腸隊）、第12隊（進襲隊）が下志津教導飛行師団の人員および九九式襲撃機により編成された。そのほか下志津教導飛行師団では第1司偵隊を編成し、特攻隊のための捜索、誘導、戦果確認の任務にあたった。同年12月、司令部が航空総監部の兼任であった教導航空軍は編成を解かれた。
1945年（昭和20年）1月、「振武特別攻撃隊」30隊（第18〜第47）、同年3月にはさらに69隊（第48〜第116）の編成が発令され、そのうち第23振武隊と第62振武隊が下志津教導飛行師団から抽出されている。
同年4月、本土決戦に備え航空諸軍を統率する天皇直隷の航空総軍司令部が編成され、航空総監部は閉鎖された。これにともない下志津教導飛行師団は航空総軍司令官の隷下に入り、太平洋方面の哨戒行動を実施した。同年4月18日、「下志津陸軍飛行学校令外四軍令廃止ノ件」（軍令陸第11号）の施行により下志津陸軍飛行学校令が廃止となり、閉鎖中であった同校は正式に廃止された。

### 教導飛行師団 第5教導飛行隊
1945年（昭和20年）7月10日、軍令陸甲第103号が下令され、それまで航空要員の教育と作戦行動を兼務していた下志津、明野ほか各教導飛行師団は教育部隊と作戦部隊に分離改編された。教育専任となったのは、それまで6個編成であった各地の教導飛行師団を統合し地名を冠称しない教導飛行師団（司令部は従来の宇都宮教導飛行師団基幹）1個と、その指揮下の第1から第6までの教導飛行隊である。下志津教導飛行師団のうち教育専任部隊は教導飛行師団の第5教導飛行隊となった。他方、作戦専任は第1および第2独立飛行隊が編成された。改編時の第5教導飛行隊総員は定員774名、第1、第2独立飛行隊の定員は将校以下各178名であった。
同年8月、御前会議でポツダム宣言の受諾が最終決定され、8月15日正午より終戦に関する玉音放送が行われた。8月18日、全陸軍は与えられていた作戦任務を解かれ、第5教導飛行隊は同月中に復員した。下志津陸軍飛行学校本校の跡地には1955年（昭和30年）、陸上自衛隊下志津駐屯地が開設され、陸上自衛隊高射学校が置かれている。

## 年譜
- 1918年12月 - 臨時航空術練習委員が発足。
- 1919年03月 - 臨時航空術練習偵察観測班を千葉県の陸軍野戦砲兵射撃学校および下志津陸軍演習場内に設置。
- 1921年04月 - 印旛郡千代田村に陸軍航空学校下志津分校を設置。
- 1923年01月 - 千葉郡都村に移転。
- 1923年09月 - 関東大震災直後、東京、大阪、横浜、北伊豆の被災状況把握のため空中写真撮影を実施。
- 1924年05月 - 下志津陸軍飛行学校として独立。
- 1936年04月 - 千葉県海上郡に分教場を設置。
- 1937年02月 - 都村の千葉市編入合併により、所在地名が千葉県千葉市川野辺となる。
- 1941年03月 - 千葉県八街町に分教所を設置。
- 1944年06月 - 下志津教導飛行師団に改編。
- 1945年04月 - 下志津陸軍飛行学校令を廃止。
- 1945年07月 - 教導飛行師団 第5教導飛行隊と第1・第2独立飛行隊に改編。
- 1945年08月 - 終戦、復員。

## 歴代校長

### 陸軍航空学校下志津分校
- 本城嘉守 歩兵大佐：1921年4月1日[82] - 1922年9月26日
- 四王天延孝 工兵大佐：1922年9月26日 - 1923年12月15日
- 荒蒔義勝 砲兵大佐：1923年12月15日 - 1924年5月17日

### 下志津陸軍飛行学校
- 荒蒔義勝 砲兵大佐：1924年5月17日 - 1929年8月1日（1925年5月1日、少将に進級[83][84]）
- 小沢寅吉 少将：1929年8月1日 - 1931年8月1日
- 浅田礼三 少将：1931年8月1日 - 1933年12月20日
- 大江亮一 少将：1933年12月20日 - 1936年3月7日
- 春田隆四郎 少将：1936年3月7日 - 1938年3月1日
- 儀峨徹二 少将：1938年3月9日 - 1938年11月28日
- 安藤三郎 中将：1938年11月28日 - 1939年12月1日
- 菅原道大 中将：1939年12月1日 - 1940年8月1日
- 下野一霍 少将：1940年8月1日 - 1942年2月3日
- 秋山豊次 少将：1942年4月1日 - 1943年7月20日
- 白銀重二 少将：1943年9月20日 - 1944年2月7日
- 服部武士 少将：1944年2月9日 - 1944年6月20日

### 下志津教導飛行師団
教導飛行師団編成により、それまでの校長は教導飛行師団長となった。ただし通常の飛行師団長の階級が中将であり天皇より直接辞令を受ける親補職であるのに対し、教導飛行師団長は親補職ではなかった。
- 服部武士 少将：1944年6月20日 - 1944年12月26日
- 片倉衷 少将：1944年12月26日 - 1945年4月15日
- 古屋健三 少将：1945年4月15日 - 1945年7月10日

### 教導飛行師団
下志津教導飛行師団、明野教導飛行師団、浜松教導飛行師団、鉾田教導飛行師団、常陸教導飛行師団、宇都宮教導飛行師団は合併し単一の教導飛行師団（司令部：栃木県芳賀郡）となり、下志津には第5教導飛行隊が置かれた。
師団長
- 橋本秀信 中将：1945年7月16日 -

第5教導飛行隊隊長
- 浜田龍太郎 大佐：1945年7月18日 -